# الیس، گلپزاری
الیس، گلپزاری (به لاتین: Alıç, Gölpazarı) یک منطقهٔ مسکونی در ترکیه است که در استان بیله‌جک واقع شده‌است.

## خصوصیات
الیس ۷۴ نفر جمعیت دارد.